# تحریم علمی اسرائیل

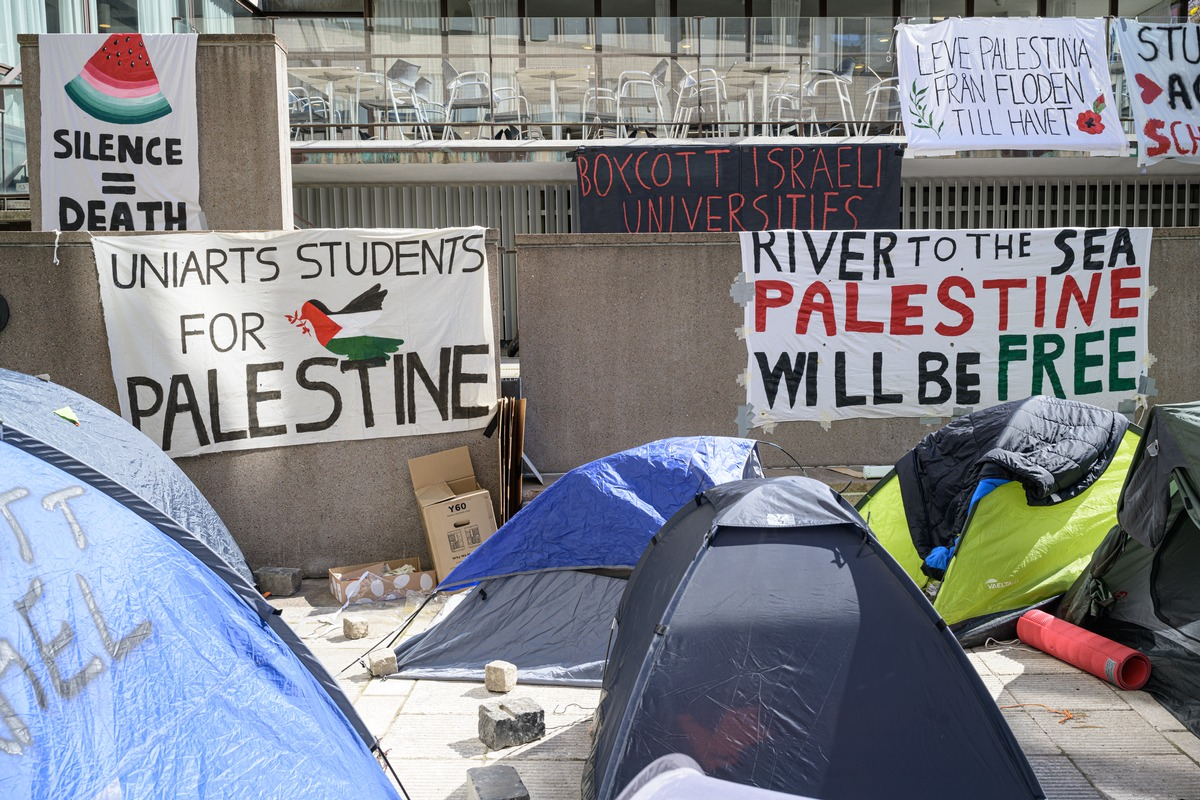
معترضان علیه تحریم علمی اسرائیل.

تحریم علمی اسرائیل  در آوریل ۲۰۰۴، توسط جنبش فلسطینی تحریم علمی و فرهنگی اسرائیل(PACBI) به عنوان بخشی از جنبش بایکوت، عدم سرمایه‌گذاری و تحریم اسرائیل آغاز شد. این جنبش خواستار فعالیت‌هایی در راستای BDS برای اعمال فشار بین‌المللی بر اسرائیل به ویژه موسسه‌های دانشگاهی اسرائیل بود؛ چرا که این موسسات در برقراری اشغال فلسطین توسط اسرائيل نقش داشتند.از آن زمان، دانشگاهیان و سازمان‌های فلسطین، ایالات متحده، بریتانیا و سایر کشورها، طرح‌های پیشنهادی برای تحریم علمی دانشگاه‌ها و موسسات خاص اسرائیل انجام داده‌اند. هدف از تحریم‌های علمی پیشنهاد شده قرنطینه کردن اسرائیل به منظور مجبور کردن این دولت برای ایجاد تغییرهایی در سیاست‌های این دولت نسبت به فلسطینی‌ها است؛ سیاست‌هایی که تبعیض‌آمیز و سرکوبگر است، مانند در مضیقه قرار دادن آزادی علمی فلسطینیان.

## جنبش فلسطینی برای تحریم علمی و فرهنگی اسرائیل
جنبش فلسطینی در تحریم علمی و فرهنگی اسرائیل (PACBI) در آوریل ۲۰۰۴ در رام‌الله توسط گروهی از دانش آموزان و نخبگان فلسطینی راه اندازی شد. طبق PACBI، «تمام موسسات دانشگاهی اسرائیل (مگر اینکه خلافش ثابت شود)، در ابقای اشغال اسرائیل و نقض حقوق اساسی فلسطینان مشارکت دارند».

## انگلستان
در واکنش به تصمیم شورای اجرایی اتحادیه ملل بریتانیا و قطعنامه BDS اتحادیه دانشجویان بریتانیا در ۲ ژوئن ۲۰۱۵، پروفسور Leslie Wagner گفت: «در واقع، همکاری بین دانشگاه‌های اسرائیل و انگلیس در سال‌های اخیر تحت مدیریت پرقدرت سفیر فعلی انگلیس در اسرائیل Matthew Gould رشد کرده‌است.»

## استرالیا
انجمن دانشجویان دانشگاه غربی سیدنی (UWSSA) در فوریه ۲۰۰۹ به درخواست "PACBI" به‌طور رسمی به "تحریم علمی و فرهنگی اسرائیل" پیوستند. رئیس‌جمهور، Jacob Carswell-Doherty، بعداً اظهار داشت: "ما علاقه‌ای به شنیدن دیدگاه اسرائیل نداریم. دستور کار ما این است که مدیران دانشگاه را متقاعد کنیم تا شرایط تحریم را اجرا کند".
در سال ۲۰۱۳، مسئله «تحریم علمی» و جنبش BDS، با واکنش‌های مطبوعاتی قابل توجهی رو به رو شد و این در حالی بود که دادخواستی علیه استاد Jake Lynch، مدیر مرکز مطالعات صلح و مناقشات در دانشگاه سیدنی، توسط Shurat HaDin، طرفدار سازمان لابی‌گری اسرائیل، مطرح شد. این دادخواست ۳۰ صفحه‌ای تأکید داشت که Lynch به دلیل خط مشی طرفدارجنبشBDS در مرکز خود برای عدم حمایت از دانشگاهیان اسرائیلی، ملاقات مستمر در یکشنبه‌ها با استاد Dan Avnon از Hebrew University را ردکرده است. Andrew Hamilton به نقل از Shurat HaDin اظهار داشت: «هدف استراتژیک ما در این مورد، به جای تمرکز بر تبعیض صورت گرفته علیه پروفسور Avnon، به‌طور کلی توجه به تبعیض نژادی غیرقانونی جنبشBDS و تحریم علمی به صورت ویژه است». این پرونده به عنوان یک دادخواست حقوقی ویژه و "تست اصلی قانونی بودن جنبش بایکوت، عدم سرمایه‌گذاری و تحریم اسرائیل (BDS)" توصیف شده‌است.

## ایتالیا
در ژانویه ۲۰۱۶، ۱۶۸ استاد دانشگاه و محقق ایتالیایی خواستار تحریم موسسات دانشگاهی اسرائیل شدند و بدین ترتیب تخنیون- مؤسسه فناوری اسرائیل تحریم گردید. در این درخواست گفته شده بود که مؤسسه تخنیون تحقیقاتی در گستره وسیعی از فن آوری‌ها و سلاح‌های مورد استفاده برای ستم و حمله به فلسطینی‌ها انجام می‌دهد.

## ایرلند
در آوریل ۲۰۱۳، اتحادیه معلمان ایرلند (TUI) طی یک جنبش خواستار تحریم علمی اسرائیل شد. جیم روچ (Jim Roche)، که این طرح را ارائه کرده بود، گفت: «من بسیار خوشحال هستم که این جنبش با این چنین حمایتی از سوی اعضای TUI به تصویب رسید (...) هیچ شکی وجود ندارد که اسرائیل سیاست‌های آپارتاید را علیه فلسطینی‌ها اجرا کند».
پس از برگزاری رفراندم در میان دانشجویان دانشگاه NUI Galway در ماه مارس ۲۰۱۴، اتحادیه دانشجویان این دانشگاه رسماً شروع به حمایت از کمپین تحریم و مبارزه علیه اسرائیل کرد.